# Alganesh Fessaha
Alganesh Fessaha, auch Alganesc Fessaha, (* 1948 in Asmara) ist eine italienisch-eritreische Menschenrechtlerin.

## Biografie
Nach dem Schulabschluss in ihrer Heimat ging Alganesh Fessaha nach Mailand, um dort Politikwissenschaft zu studieren. Anschließend blieb sie dort und schloss später eine Ausbildung in ayurvedischer Medizin an. Inzwischen besitzt sie die italienische Staatsbürgerschaft. 2003 gründete Fessaha zusammen mit anderen Medizinern und Freunden die Nichtregierungsorganisation (NGO) Gandhi, die sich in zwölf nordafrikanischen Ländern um Flüchtlinge und Waisenkinder kümmert.

### Engagement in Afrika
Menschenrechtsorganisationen schätzen, dass seit 2009 bis zu 30.000 Menschen vom Horn von Afrika auf der Flucht von Menschenhändlern verschleppt wurden, die Hälfte davon Frauen und Kinder. Die Opfer werden brutal gefoltert und gezwungen, ihre Familienangehörigen in den Herkunftsländern, aber auch in Deutschland und anderen Ländern anzurufen, um so Lösegeld zu erpressen. Aktivisten schätzen, dass auf diese Weise bislang mindestens 600 Millionen US-Dollar erpresst wurden. Auch gibt es Berichte, dass den Gefangenen Organe entnommen werden.
Das wichtigste Anliegen von Alganesh Fessaha und Gandhi ist die Befreiung dieser afrikanischen Flüchtlinge. Fessaha reist regelmäßig auf den Sinai und nach Libyen, wo sie unter persönlichem Risiko und mit Hilfe lokaler Machthaber Verschleppte ausfindig macht, befreit und an den Hohen Flüchtlingskommissar der Vereinten Nationen (UNHCR) oder andere Flüchtlingsorganisationen übergibt. In den vergangenen fünf Jahren hat sie rund 550 Flüchtlinge aus den Händen von Schleppern und 2300 aus Gefängnissen im Sinai befreien können.

## Ehrungen
- 2010: Premio de la Pace durch die Region Lombardei[2]
- 2013: Ambrogino d’oro durch die Stadt Mailand[4]
- 2013: Premio Nazionale „Maria Rita Saulle“[4]
- 2017: Premio Incontro tra i Popoli al Tignano Festival (Barberino Tavernelle - Firenze)

## Publikationen
- Gli Occhi nel deserto. Gandhi nel deserto del Sinai. 2014, ISBN 978-88-99055-00-4.